# SK Slavia Praha – juniorský tým 2015/2016
Tento článek se podrobně zabývá juniorským týmem SK Slavia Praha v sezoně 2015/16, jeho zápasy a hráči. Slávistická juniorka ve čtvrtém ročníku Juniorské ligy obhajovala předchozí umístění na 5. místě, mistrovský titul z ročníku 2013/14 a druhé místo z ročníku 2012/13. V soutěži se v ročníku 2015/16 představilo 17 týmů poté, co druholigové týmy Varnsdorfu a FC MAS Táborsko odhlásili své týmy a 1. FC Slovácko s do Synot ligy postoupivší Olomoucí a Zlínem získali výjimku z povinné účasti v soutěži. Los tak Slavii například ve druhém kole nepřidělil soupeře.

## Klub

### Realizační tým
Realizační tým se od předchozího ročníku juniorské ligy příliš nezměnil. Hlavním trenérem zůstal Pavel Řehák, který se funkce ujal po odchodu Daniela Šmejkala na pozici trenéra Baníku Sokolov. Asistentem trenéra zůstal i Ivo Knoflíček a trenérem brankářů Oldřich Pařízek, jenž stejnou funkci vykonával v sezoně 2013/2014 u A-týmu pod Alexem Pastoorem. Druhý asistent trenéra, Jan Bauer, odešel vykonávat tuto funkci k týmu do 19 let. V prúběhu dubna 2016 si trenér juniorského týmu Pavel Řehák vyměnil pozici s trenérem týmu do 19 let Michalem Petroušem. Důvodem byla nevyhovující pozice týmu U19 v tabulce 1. ligy dorostu, a potřeba dát dorosteneckému týmu nový impuls.
| Post             | Jméno                      |
| ---------------- | -------------------------- |
| Hlavní trenér    | Michal Petrouš             |
| Hlavní trenér    | Pavel Řehák (do 27.4.2016) |
| Asistent trenéra | Ivo Knoflíček              |
| Trenér brankářů  | Oldřich Pařízek            |
| Vedoucí mužstva  | Petr Rak                   |
| Kondiční trenér  | Pavel Čvančara             |
| Kustod           | Jaroslav Fousek            |
| Masér            | Jan Černý                  |

## Soupiska
| # | Pozice | Hráč            |
| - | ------ | --------------- |
|   | B      | Marek Danko     |
|   | B      | Lukáš Lisa      |
|   | O      | David Broukal   |
|   | O      | Patrik Galián   |
|   | O      | Martin Kadavý   |
|   | O      | Denis Pelyak    |
|   | O      | Miroslav Routek |
|   | O      | Václav Schulz   |
|   | O      | Daniel Stropek  |
|   | O      | Jan Žárský      |
|   | Z      | Ondřej Badocha  |
|   | Z      | Marcel Čermák   |

| # | Pozice | Hráč            |
| - | ------ | --------------- |
|   | Z      | Josef Jakab     |
|   | Z      | Ondřej Kocourek |
|   | Z      | Alex Král       |
|   | Z      | Jan Möglich     |
|   | Z      | Daniel Souček   |
|   | Z      | David Vavrouš   |
|   | Z      | David Zoubek    |
|   | Ú      | Oskar Fotr      |
|   | Ú      | Daniel Krejdl   |
|   | Ú      | Jan Kuchta      |
|   | Ú      | Lukáš Veselý    |

### Změny v kádru v letním přestupovém období 2015
| Číslo | Pozice | Nár.  | Hráč              | Věk | Odkud přišel         | Do roku | Typ              | Cena | Zdroj |
| ----- | ------ | ----- | ----------------- | --- | -------------------- | ------- | ---------------- | ---- | ----- |
|       | Ú      | Česko | František Liška   | 21  | FK Admira Praha      | —       | Návrat z host.   |      |       |
|       | Z      | Česko | Nikolas Salašovič | 20  | FK Admira Praha      | —       | Návrat z host.   |      |       |
|       | Z      | Česko | Miroslav Verner   | 20  | FC Graffin Vlašim    | —       | Návrat z host.   |      |       |
|       | Z      | Česko | Zdeněk Bareš      | 19  | FK Meteor Praha VIII | —       | Návrat z host.   |      |       |
|       | Z      | Česko | Tomáš Lukič       | 18  | AC Sparta Praha      | —       | Hostování ½ roku |      |       |
|       | B      | Česko | Marek Danko       | 19  | FK Kavalier Sázava   | —       | Hostování 1 rok  |      |       |
|       | Z      | Česko | David Zoubek      | 19  | FK Dukla Praha       | —       |                  |      |       |

| Číslo | Pozice | Nár.     | Hráč            | Věk |
| ----- | ------ | -------- | --------------- | --- |
|       | B      | Česko    | Martin Otáhal   | 19  |
|       | O      | Česko    | David Broukal   | 19  |
|       | O      | Česko    | Adam Ščuka      | 19  |
|       | O      | Česko    | Miroslav Routek | 19  |
|       | O      | Ukrajina | Denis Pelyak    | 18  |
|       | O      | Česko    | Patrik Galián   | 19  |
|       | Z      | Česko    | David Vavrouš   | 19  |
|       | Z      | Česko    | Lukáš Veselý    | 18  |
|       | Z      | Česko    | Tomáš Valenta   | 19  |
|       | Z      | Česko    | Ondřej Kocourek | 18  |
|       | Z      | Česko    | Michal Doležal  | 19  |
|       | Ú      | Česko    | Lukáš Batka     | 19  |
|       | O      | Česko    | Jan Žárský      | 17  |

| Číslo | Pozice | Nár.       | Hráč                | Věk | Kam odešel                  | Typ                         | Cena                        | Zdroj   |
| ----- | ------ | ---------- | ------------------- | --- | --------------------------- | --------------------------- | --------------------------- | ------- |
|       | Z      | Česko      | Štěpán Koreš        | 26  | FC Fastav Zlín              | hostování 1 rok             | —                           |         |
|       | Z      | Česko      | Jan Prosek          | 20  | FK TJ Štěchovice            | hostování ½ roku            | —                           | FAČR    |
|       | O      | Česko      | Ondřej Bejbl        | 21  | SK Zápy                     | hostování ½ roku            | —                           | FAČR    |
|       | Z      | Česko      | Marek Brož          | 19  | SK Český Brod               | hostování 1 rok             | —                           | FAČR    |
|       | O      | Česko      | Timothy Pelikán     | 20  | SK Sokol Brozany            | hostování 1 rok             | —                           | FAČR    |
|       | O      | Česko      | Jan Möglich         | 20  | FK TJ Štěchovice            | hostování ½ roku            | —                           | FAČR    |
|       | Z      | Česko      | Sebastian Zdichynec | 20  | FC Chmel Blšany             | hostování 1 rok             | —                           | FAČR    |
|       | Ú      | Česko      | Jakub Zámečník      | 22  | SV Schöllnach               | hostování ½ roku            | —                           |         |
|       | B      | Česko      | Martin Otáhal       | 19  | SK Český Brod               | hostování 1 rok             | —                           | FAČR    |
|       | B      | Česko      | Lukáš Soukup        | 20  | FK Viktoria Žižkov          | hostování 1 rok             | —                           | fkvz.cz |
|       | Z      | Černá Hora | Zelimkhan Vitarigov | 19  | Zanechal sportovní činnosti | Zanechal sportovní činnosti | Zanechal sportovní činnosti |         |
|       | Z      | Česko      | Jakub Novák         | 20  | Zanechal sportovní činnosti | Zanechal sportovní činnosti | Zanechal sportovní činnosti |         |
|       | Ú      | Česko      | František Liška     | 21  | FC Eisenach                 | volný hráč                  | —                           |         |

| Pozice | Nár.  | Hráč           | Věk | Odkud přišel       | Typ              | Kam odešel        | Zdroj |
| ------ | ----- | -------------- | --- | ------------------ | ---------------- | ----------------- | ----- |
| Z      | Česko | Jiří Sodoma    | 20  | FK Kolín           | hostování 1 rok  | FK Dobrovice      | FAČR  |
| Z      | Česko | Viktor Šimeček | 21  | FK Admira Praha    | hostování        | SK Union 2013     | FAČR  |
| Z      | Česko | Jan Peterka    | 21  | FK Viktoria Žižkov | hostování        | FC MAS Táborsko   | FAČR  |
| B      | Česko | Patrik Malina  | 22  | FK Neratovice      | hostování 1 rok  | FK Neratovice     | FAČR  |
| Z      | Česko | David Červený  | 20  | TJ Slovan Velvary  | hostování 1 rok  | TJ Slovan Velvary | FAČR  |
| Ú      | Česko | Petr Růžička   | 22  | SK Kladno          | hostování ½ roku | SK Kladno         | FAČR  |
| Ú      | Česko | Jiří Vondráček | 22  | FC Graffin Vlašim  | hostování        | SK Viktorie Jirny | FAČR  |
| Z      | Česko | Petr Kolařík   | 24  | TJ FC Tuchoraz     | hostování        | Admira Praha      | FAČR  |

### Změny v kádru v zimním přestupovém období 2016
| Číslo | Pozice | Nár.  | Hráč        | Věk | Odkud přišel     | Do roku | Typ            | Cena | Zdroj |
| ----- | ------ | ----- | ----------- | --- | ---------------- | ------- | -------------- | ---- | ----- |
|       | Z      | Česko | Josef Jakab | 19  | FK Dukla Praha   | —       | Návrat z host. |      |       |
|       | Z      | Česko | Jan Möglich | 20  | FK TJ Štěchovice | —       | Návrat z host. |      |       |

| Číslo | Pozice | Nár.  | Hráč           | Věk |
| ----- | ------ | ----- | -------------- | --- |
|       | B      | Česko | Lukáš Lisa     | 18  |
|       | O      | Česko | Václav Schulz  | 19  |
|       | O      | Česko | Daniel Stropek | 18  |
|       | Z      | Česko | Ondřej Badocha | 19  |
|       | Z      | Česko | Marcel Čermák  | 17  |
|       | Z      | Česko | Alex Král      | 17  |
|       | Z      | Česko | Daniel Souček  | 17  |
|       | Ú      | Česko | Daniel Krejdl  | 18  |

| Číslo | Pozice | Nár.  | Hráč              | Věk | Kam odešel         | Typ              | Cena | Zdroj |
| ----- | ------ | ----- | ----------------- | --- | ------------------ | ---------------- | ---- | ----- |
|       | O      | Česko | Adam Ščuka        | 19  | FK Slavoj Vyšehrad | hostování ½ roku | —    |       |
|       | Z      | Česko | Zdeněk Bareš      | 20  | TJ Tatran Rakovník | hostování ½ roku | —    |       |
|       | Z      | Česko | Michal Doležal    | 19  | SK Zápy            | hostování ½ roku | —    |       |
|       | Z      | Česko | Tomáš Lukič       | 19  | AC Sparta Praha    | návrat z host.   | —    |       |
|       | Z      | Česko | Nikolas Salašovič | 21  | FK Viktoria Žižkov | hostování ½ roku | —    |       |
|       | Z      | Česko | Tomáš Valenta     | 19  | FC MAS Táborsko    | hostování ½ roku | —    |       |
|       | Z      | Česko | Miroslav Verner   | 20  | FK TJ Štěchovice   | hostování ½ roku | —    |       |
|       | Ú      | Česko | Lukáš Batka       | 19  | FK TJ Štěchovice   | hostování ½ roku | —    |       |

| Pozice | Nár.  | Hráč           | Věk | Odkud přišel     | Typ             | Kam odešel         | Zdroj |
| ------ | ----- | -------------- | --- | ---------------- | --------------- | ------------------ | ----- |
| Z      | Česko | Petr Kolařík   | 24  | FK Admira Praha  | přestup         | TJ FC Tuchoraz     | FAČR  |
| Ú      | Česko | Petr Růžička   | 23  | SK Kladno        | ukončil kariéru | ukončil kariéru    | FAČR  |
| Z      | Česko | Viktor Šimeček | 22  | SK Union 2013    | hostování       | FK Kolín           | FAČR  |
| O      | Česko | Jan Prosek     | 21  | FK TJ Štěchovice | hostování       | FK Slavoj Vyšehrad | FAČR  |
| O      | Česko | Ondřej Bejbl   | 21  | SK Zápy          | hostování       | SS Ostrá           | FAČR  |
| Ú      | Česko | Jakub Zámečník | 22  | SV Schöllnach    | hostování       | SK Zápy            | FAČR  |

## Hráčské statistiky

### Tabulka střelců
| Poz.   | Nár.     | Hráč               | Góly |
| ------ | -------- | ------------------ | ---- |
| Ú      | Česko    | Oskar Fotr         | 11   |
| Ú      | Česko    | Lukáš Veselý       | 7    |
| Ú      | Česko    | Jan Kuchta         | 6    |
| Z      | Srbsko   | Miljan Vukadinović | 6    |
| Z      | Česko    | David Vavrouš      | 4    |
| Ú      | Česko    | Lukáš Batka        | 3    |
| Z      | Česko    | Tomáš Valenta      | 3    |
| Z      | Česko    | David Zoubek       | 3    |
| Ú      | Česko    | Marek Červenka     | 2    |
| Ú      | Senegal  | Dame Diop          | 2    |
| O      | Česko    | Libor Holík        | 2    |
| Z      | Česko    | Robert Hrubý       | 2    |
| Z      | Česko    | Ondřej Kocourek    | 2    |
| O      | Česko    | Marek Kodr         | 2    |
| Z      | Česko    | Jan Štohanzl       | 2    |
| Z      | Česko    | Miroslav Verner    | 2    |
| Z      | Česko    | Antonín Barák      | 1    |
| O      | Česko    | David Broukal      | 1    |
| Z      | Česko    | Michal Doležal     | 1    |
| O      | Česko    | Michal Frydrych    | 1    |
| O      | Česko    | Patrik Gilián      | 1    |
| Z      | Gruzie   | Levan Kenija       | 1    |
| O      | Ukrajina | Denis Pelyak       | 1    |
| O      | Česko    | Daniel Stropek     | 1    |
| Celkem | Celkem   | Celkem             | 67   |

Poslední úprava: 20. května 2016.

## Zápasy v sezoně 2014/15

### Letní přípravné zápasy
| Datum        | Soupeř                         | Místo              | Výsledek | Střelci Slavie                          |
| ------------ | ------------------------------ | ------------------ | -------- | --------------------------------------- |
| 04/ 07/ 2015 | SK Dynamo České Budějovice U21 | Nová Včelnice      | 5-1      | Kodr, Liška, Šimeček, Veselý, Zdichynec |
| 04/ 07/ 2015 | FC MAS Táborsko                | Nová Včelnice      | 2-1      | Batka, Peterka                          |
| 08/ 07/ 2015 | FK Teplice U21                 | Roudnice nad Labem | 1-3      | 59' Doležal                             |
| 11/ 07/ 2015 | SK Benešov                     | Neveklov           | 1-2      | Fotr                                    |
| 11/ 07/ 2015 | Výběr Kima Granta              | Neveklov           | 2-3      | Batka, Sodoma                           |
| 15/ 07/ 2015 | FK Dobrovice                   | Dobrovice          | 4-3      |                                         |
| 18/ 07/ 2015 | FC Písek                       | Písek              | 0-2      |                                         |
| 22/ 07/ 2015 | FK Litoměřice                  | Litoměřice         | 5-1      | Kuchta, Peljak, Mičola                  |
| 01/ 08/ 2015 | SK Benešov                     | Benešov            | 2-1      | Fotr, Galián                            |

### Zimní přípravné zápasy
| Datum        | Soupeř             | Místo                 | Výsledek | Střelci Slavie                                                   |
| ------------ | ------------------ | --------------------- | -------- | ---------------------------------------------------------------- |
| 16/ 01/ 2016 | FC Chomutov        | Chomutov              | 6-1      | 8', 82' Diop, 15' Vavrouš, 73' Veselý, 75' Valenta, 90' Kocourek |
| 20/ 01/ 2016 | FK Dobrovice       | Praha                 | 2-3      | 6', 63' Veselý                                                   |
| 27/ 01/ 2016 | CD Tablero         | Las Palmas, Španělsko | 7-1      | Fotr, Valenta, Král                                              |
| 06/ 02/ 2016 | SK Horní Měcholupy | Praha                 | 4-0      | Badocha, Vošahlík, Král, Kocourek                                |
| 13/ 02/ 2016 | FK TJ Štěchovice   | Praha                 | 1-2      | Badocha                                                          |

### Juniorská liga
Hlavní článek: Juniorská liga 2015/16

#### Ligová tabulka
| Poř. | Tým                 | Z  | V  | R | P  | VG | OG | B  |
| ---- | ------------------- | -- | -- | - | -- | -- | -- | -- |
| 7.   | 1. FK Příbram       | 32 | 15 | 6 | 11 | 54 | 58 | 51 |
| 8.   | FC Zbrojovka Brno   | 32 | 15 | 4 | 13 | 67 | 51 | 49 |
| 9.   | SK Slavia Praha     | 32 | 14 | 7 | 11 | 66 | 59 | 49 |
| 10.  | FC Vysočina Jihlava | 32 | 12 | 7 | 13 | 57 | 54 | 43 |
| 11.  | FC Slovan Liberec   | 32 | 9  | 9 | 14 | 48 | 63 | 36 |

Poslední úprava: konec sezony

Vysvětlivky: Z = Zápasy; V = Výhry; R = Remízy; P = Prohry; VG = Vstřelené góly; OG = Obdržené góly; B = Body.
| Celkem | Celkem | Celkem | Celkem | Celkem | Celkem | Celkem | Celkem | Doma | Doma | Doma | Doma | Doma | Doma | Venku | Venku | Venku | Venku | Venku | Venku |
| Z      | V      | R      | P      | VG     | OG     | GR     | Body   | V    | R    | P    | VG   | OG   | Body | V     | R     | P     | VG    | OG    | Body  |
| ------ | ------ | ------ | ------ | ------ | ------ | ------ | ------ | ---- | ---- | ---- | ---- | ---- | ---- | ----- | ----- | ----- | ----- | ----- | ----- |
| 32     | 14     | 7      | 11     | 66     | 60     | +6     | 49     | 7    | 5    | 4    | 36   | 22   | 26   | 7     | 2     | 7     | 30    | 37    | 23    |

Poslední úprava: konec sezóny.

#### Kolo po kole
| Kolo     | 1 | 2 | 3 | 4 | 5 | 6 | 7 | 8 | 9 | 10 | 11 | 12 | 13 | 14 | 15 | 16 | 17 | 18 | 19 | 20 | 21 | 22 | 23 | 24 | 25 | 26 | 27 | 28 | 29 | 30 | 31 | 32 | 33 | 34 |
| -------- | - | - | - | - | - | - | - | - | - | -- | -- | -- | -- | -- | -- | -- | -- | -- | -- | -- | -- | -- | -- | -- | -- | -- | -- | -- | -- | -- | -- | -- | -- | -- |
| Hřiště   | V |   | D | V | D | V | D | V | D | V  | D  | V  | D  | V  | D  | V  | D  |    | V  | D  | V  | D  | V  | D  | V  | D  | V  | D  | V  | D  | V  | D  | V  | D  |
| Výsledek | V | V | V | R | V | V | P | R | V | R  | R  | V  | V  | P  | V  | V  | P  | R  | P  | P  | P  | R  | P  | V  | V  | V  | P  | V  | R  | P  | P  | P  |    |    |
| Pozice   | 2 | 5 | 4 | 3 | 3 | 3 | 2 | 3 | 3 | 2  | 4  | 4  | 4  | 2  | 3  | 2  | 2  | 2  | 3  | 3  | 4  | 6  | 7  | 8  | 9  | 8  | 7  | 6  | 7  | 6  | 6  | 7  | 8  | 9  |

Poslední úprava: konec sezóny.

Hřiště: D = Domácí; V = Venkovní. Výsledek: V = Výhra; P = Prohra; R = Remíza

#### Podzimní část
| 1. kolo 27. července 2015 | FK Jablonec | 0 – 2 | SK Slavia Praha               |                            |  |
| 14:00 SELČ |             |       | 11' Marek Kodr 57' Jan Kuchta | Diváci: 100 Rozhodčí: Kubr |  |
| Poznámky: Sestava: Řehák – Broukal, Mičola (46. Veselý), Kuchta (87. Batka), M. Vukadinovič (67. Doležal), Diop, Vavrouš, Gilian (81. Kadavý), Pelyak, Kocourek, Kodr. |             |       |                               |                            |  |

| 3. kolo 9. srpna 2015 | SK Slavia Praha                                                | 4 – 3 | FC Baník Ostrava                    |                            |  |
| 15:00 SELČ | Marek Červenka 10', 65' (pen) Lukáš Batka 28' Levan Kenija 54' |       | 7', 58', 82' (pen) Marek Szotkowski | Diváci: 164 Rozhodčí: Orel |  |
| Poznámky: Sestava: Hrubeš – Broukal, Kodr, Routek (46. Gilian), Pelyak – Veselý, Vavrouš, Kocourek, Kenia (78. Šimeček) – Batka (70. Valenta), Červenka. |                                                                |       |                                     |                            |  |

| 4. kolo 16. srpna 2015 | FC Vysočina Jihlava | 1 – 2 | SK Slavia Praha     |                                |  |
| 11:00 SELČ | Dominik Pedro 76'   |       | 66', 80' Jan Kuchta | Diváci: 100 Rozhodčí: Pechanec |  |
| Poznámky: Sestava: Otáhal – Routek, Gilian, Broukal, Pelyak, Zoubek (46. Kuchta) – Veselý (88. Doležal), Vavrouš, Kocourek – Batka, Fotr (57. Valenta). |                     |       |                     |                                |  |

| 5. kolo 23. srpna 2015 | SK Slavia Praha | 0 – 0 | FC Zbrojovka Brno |                 |  |
| 10:30 SELČ |                 |       |                   | Rozhodčí: Černý |  |
| Poznámky: Sestava: Řehák – Gilian (76. Doležal), Broukal, Kuchta, Veselý (83. Kuchta), Batka(46. Fotr), Pelyak, Routek, Vavrouš (73. Šimeček), Kenia (53. Valenta), Kocourek (C) |                 |       |                   |                 |  |

| 6. kolo 31. srpna 2015 | AC Sparta Praha | 1 – 2 | SK Slavia Praha                 |                  |  |
| 13:00 SELČ | David Čapek 89' |       | 8' Oskar Fotr 40' Tomáš Valenta | Rozhodčí: Houdek |  |
| Poznámky: Sestava: Řehák – Routek, Kodr, Broukal - Valenta (46. Gilian), Kocourek, Vavrouš, Pelyak - Fotr (67. Batka), Kuchta (75. Lukič), Veselý (63. Zoubek). |                 |       |                                 |                  |  |

| 7. kolo 6. září 2015 | SK Slavia Praha                 | 2 – 0 | FK Mladá Boleslav |                    |  |
| 10:15 SELČ | Denis Pelyak 30' Marek Kodr 80' |       |                   | Rozhodčí: Adámková |  |
| Poznámky: Sestava: Řehák – Routek, Kodr, Broukal - Valenta (78. Gilian), O. Kocourek (K) (85. Doležal), Vavrouš, Pelyak - Fotr (73. Batka), Červenka, Veselý (87. Zoubek). |                                 |       |                   |                    |  |

| 8. kolo 14. září 2015 | FC Slovan Liberec | 1 – 0 | SK Slavia Praha |                            |  |
| 13:00 SELČ | Milan Kerbr 66'   |       |                 | Diváci: 110 Rozhodčí: Váňa |  |
| Poznámky: Sestava: Řehák – Kadavý (72. Gilian), Broukal, Kuchta, Veselý, Batka (72. Zoubek), Lukič (58. Šimeček), Pelyak (79. Doležal), Routek, Fotr (30. Valenta), Kocourek. |                   |       |                 |                            |  |

| 9. kolo 20. září 2015 | SK Slavia Praha | 1 – 1 | FC Viktoria Plzeň  |                           |  |
| 10:15 SELČ | Dame Diop 76'   |       | 25' Kryštof Pavlík | Diváci: 90 Rozhodčí: Váňa |  |
| Poznámky: Sestava: Řehák – Gilian (46. Kadavý), Broukal, Pelyak (62. Valenta), Routek (52. Bareš) – Kuchta, Veselý (85. M. Doležal), Lukič, Kocourek – Fotr (67. Zoubek), Diop. |                 |       |                    |                           |  |

| 10. kolo 28. září 2015 | 1. SC Znojmo                                             | 3 – 4 | SK Slavia Praha                                          |                               |  |
| 16:00 SELČ | Stijepo Njire 23' (pen) Ali Alaca 70' Kubilay Yilmaz 72' |       | 18' 81' Miljan Vukadinović 45' Jan Kuchta 79' Oskar Fotr | Diváci: 100 Rozhodčí: Julínek |  |
| Poznámky: Sestava: Hrubeš – Švec, Gilian, Broukal, Kuchta, Doležal, Lukič (59. Vavrouš), Valenta (74. Fotr), Vukadinović, Kocourek, Diop. |                                                          |       |                                                          |                               |  |

| 11. kolo 4. října 2015 | SK Slavia Praha                   | 2 - 2 | Bohemians 1905      |                                 |  |
| 10:15 SEČ | Lukáš Batka 52' David Vavrouš 71' |       | 7', 65' Karlo Lulič | Diváci: 100 Rozhodčí: Ardeleánu |  |
| Poznámky: Sestava: Hrubeš – Gilian, Broukal, Doležal, Lukič (25. Batka), Valenta, Vavrouš, Salašovič, O. Fotr (90. Bareš), Kocourek, Zoubek (78. Verner). |                                   |       |                     |                                 |  |

| 12. kolo 11. října 2015 | SK Dynamo České Budějovice                            | 4 - 4 | SK Slavia Praha                                                      |                                |  |
| 11:00 SEČ | Petr Pasecký 2' Ivo Horák 17' Zdeněk Linhart 33', 37' |       | 25' Lukáš Veselý 49' Tomáš Valenta 82' David Vavrouš 88' Lukáš Batka | Diváci: 100 Rozhodčí: Kocourek |  |
| Poznámky: Sestava: Hrubeš – Gilian (46. Routek), Broukal, Veselý, Doležal (70. Ščuka), Batka, Pelyak (64. Verner), Vavrouš, Fotr (46. Valenta), Kocourek, Zoubek (55. Bareš). |                                                       |       |                                                                      |                                |  |

| 13. kolo 19. října 2015 | SK Slavia Praha                                                                            | 6 - 2 | 1. FK Příbram                         |                            |  |
| 15:30 SEČ | Robert Hrubý 2' Oskar Fotr 25', 80' Miljan Vukadinović 27' David Vavrouš 46' Dame Diop 78' |       | 20' Serg Kutiašvili 63' Antonín Barák | Diváci: 70 Rozhodčí: Berka |  |
| Poznámky: Sestava: Řehák – Gilian, Broukal, Bazal (15. Fotr), Doležal (80. Zoubek), Hrubý, Valenta (86. Batka), Routek, Vavrouš, Vukadinovič, Diop. |                                                                                            |       |                                       |                            |  |

| 14. kolo 25. října 2015 | FK Teplice | 0 - 3 | SK Slavia Praha                                |                              |  |
| 10:30 SEČ |            |       | 42' Michal Frydrych 89', 90+1' Miroslav Verner | Diváci: 100 Rozhodčí: Houdek |  |
| Poznámky: Sestava: Řehák – Švec, Broukal, Bílek, Doležal (46. Kuchta), Batka, Valenta (89. Ščuka), Routek, Fotr (61. Bareš), Frydrych (48. Verner), Zoubek. |            |       |                                                |                              |  |

| 15. kolo 1. listopadu 2015 | SK Slavia Praha        | 1 - 3 | FK Dukla Praha                       |                            |  |
| 10:15 SEČ | Lukáš Veselý 73' (pen) |       | 23' Josef Jakab 80', 88' Jiří Vokoun | Diváci: 70 Rozhodčí: Berka |  |
| Poznámky: Sestava: Hrubeš – Vyskočil (46. D. Souček), Broukal, Tusjak (73. Ščuka), Veselý, Doležal (46. Havrda), Valenta, Routek, Vavrouš, Žárský, Bareš (58. Krejdl). |                        |       |                                      |                            |  |

| 16. kolo 9. listopadu 2015 | FC Hradec Králové   | 1 - 3 | SK Slavia Praha                              |                                |  |
| 13:00 SEČ | Vojtěch Habrman 49' |       | 43' Miljan Vukadinović 46', 74' Lukáš Veselý | Diváci: 200 Rozhodčí: Zadinová |  |
| Poznámky: Sestava: Řehák – Ščuka (46. Veselý), Mikula, Broukal, Hrubý, Routek, Vavrouš (78. Valenta), Holík, Kocourek, Vukadinovič, Diop. |                     |       |                                              |                                |  |

| 17. kolo 15. listopadu 2015 | SK Slavia Praha                                                                                         | 6 - 0 | FK Fotbal Třinec |                                |  |
| 14:45 SEČ | Lukáš Veselý 16' David Zoubek 39' Robert Hrubý 45' Michal Doležal 57' Libor Holík 81' Tomáš Valenta 90' |       |                  | Diváci: 150 Rozhodčí: Kocourek |  |
| Poznámky: Sestava: Řehák – Broukal, Veselý, Batka (46. Valenta), Doležal (71. Pelyak), Routek, Vavrouš (74. Bareš), Holík, Hrubý (67. Verner), Kocourek, Zoubek (74. Ščuka). | |       |                  |                                |  |

| 19. kolo 30. listopadu 2015 | FC Baník Ostrava                                                   | 4 - 0 | SK Slavia Praha |                               |  |
| 13:00 SEČ | Jakub Švehlík 7' Kamil Půda 18' Daniel Holzer 41' Mario Telnar 52' |       |                 | Diváci: 40 Rozhodčí: Adámková |  |
| Poznámky: Sestava: Přibyl (46. Hrubeš) – Gilian, Broukal, Kuchta, Doležal (74. Ščuka), Valenta, Routek, Vavrouš (74. Verner), Kocourek, Zoubek, Novák (64. Vejvar). |                                                                    |       |                 |                               |  |

#### Jarní část
| 20. kolo 21. února 2016 | SK Slavia Praha | 0 - 0 | FC Vysočina Jihlava |                           |  |
| 10:15 SEČ |                 |       |                     | Diváci: 80 Rozhodčí: Váňa |  |
| Poznámky: Sestava: Řehák – Broukal, Jakab (56. Zoubek), Veselý (70. Routek), Barák (24. Král), Badocha (83. Gilián), Kocourek, Pelyak, Vavrouš, Holík, Frydrych. |                 |       |                     |                           |  |

| 21. kolo 29. února 2016 | FC Zbrojovka Brno                                                                               | 5 - 2 | SK Slavia Praha                   |                              |  |
| 13:00 SEČ | Daniel Pospíšil 35' Jakub Šural 40' (pen) Pavel Sokol 50' Michal Šembera 84' Martin Krištof 90' |       | 10' Onřej Kocourek 15' Jan Kuchta | Diváci: 46 Rozhodčí: Dresler |  |
| Poznámky: Sestava: Řehák – Broukal, Kuchta, Badocha (54. Veselý), Kocourek, Pelyak, Routek, Vavrouš, Holík, Zoubek (75. Fotr), Král (54. Jakab). |                                                                                                 |       |                                   |                              |  |

| 22. kolo 6. března 2016 | SK Slavia Praha | 0 - 2 | AC Sparta Praha                      |                                |  |
| 10:15 SEČ |                 |       | 69' Filip Císařovský 80' Milan Piško | Diváci: 300 Rozhodčí: Machálek |  |
| Poznámky: Sestava: Řehák – Broukal, Kuchta (80. Jakab), Kocourek, Pelyak, Routek, Vavrouš (76. Fotr), Černý, Möglich (61. Gilián), Zoubek (46. Badocha), Barák. |                 |       |                                      |                                |  |

| 23. kolo 13. března 2016 | FK Mladá Boleslav                                                                                            | 6 - 2 | SK Slavia Praha                   |                             |  |
| 11:00 SEČ | Jan Vodháněl 16' Stanislav Klobása 17' Jan Vodháněl 25' Jan Vodháněl 82' Lukáš Glöckner 86' Daniel Kozma 90' |       | 45+1' Jan Kuchta 78' Lukáš Veselý | Diváci: 100 Rozhodčí: Černý |  |
| Poznámky: Sestava: Řehák – Broukal, Mihalík, Kuchta (67. Fotr), Kocourek O., Holík, Routek (46. Jakab), Vavrouš, Möglich (46. Veselý), Zoubek (46. Pelyak), Barák. | |       |                                   |                             |  |

| 24. kolo 20. března 2016 | SK Slavia Praha                      | 2 - 2 | FC Slovan Liberec                    |                               |  |
| 10:15 SEČ | Lukáš Veselý 81' David Vavrouš 90+1' |       | 6' Daniel Dydowicz 54' Denis Frimmel | Diváci: 40 Rozhodčí: Adámková |  |
| Poznámky: Sestava: Řehák – Broukal, Kocourek, Pelyak (65. Jakab), Routek, Vavrouš, Holík, Fotr (68. Badocha), Möglich (57. Veselý), Zoubek (74. Gilián), Král. |                                      |       |                                      |                               |  |

| 25. kolo 27. března 2016 | FC Viktoria Plzeň                       | 2 - 0 | SK Slavia Praha |                            |  |
| 11:00 SELČ | Denis Brožík 16' Lukáš Provod 79' (pen) |       |                 | Diváci: 110 Rozhodčí: Váňa |  |
| Poznámky: Sestava: Lisa – Gilián, Broukal, Jakab, Fotr (73. Badocha), Pelyak, Vavrouš, Souček (46. Čermák), Zoubek, Král, Krejdl. |                                         |       |                 |                            |  |

| 26. kolo 3. dubna 2016 | SK Slavia Praha                                                 | 4 - 1 | 1. SC Znojmo      |                              |  |
| 13:00 SELČ | Oskar Fotr 9' Oskar Fotr 40' David Zoubek 57' Libor Holík 90+1' |       | 63' Stijepo Njire | Diváci: 100 Rozhodčí: Franěk |  |
| Poznámky: Sestava: Lisa – Jakab, Broukal, Kuchta (46. Gilián), Král, Fotr, Badocha (29. Souček), Pelyak, Vavrouš (84. Čermák), Holík, Zoubek (79. Krejdl). |                                                                 |       |                   |                              |  |

| 27. kolo 10. dubna 2016 | Bohemians 1905 | 0 - 4 | SK Slavia Praha                                                                   |                             |  |
| 11:00 SELČ |                |       | 41' Miljan Vukadinović 80' Daniel Stropek 83' Miljan Vukadinović 90' David Zoubek | Diváci: 100 Rozhodčí: Marek |  |
| Poznámky: Sestava: Lisa – Holík, Broukal, Stropek, Pelyak (88. Gilián), Vavrouš, Vukadinović, Piták, Kenia (62. Král), Zoubek, Železník (78. Fotr). |                |       |                                                                                   |                             |  |

| 28. kolo 17. dubna 2016 | SK Slavia Praha                  | 2 - 1 | SK Dynamo České Budějovice |                            |  |
| 10:15 SELČ | Antonín Barák 32' Oskar Fotr 84' |       | 5' Jindřich Kadula         | Diváci: 85 Rozhodčí: Kožár |  |
| Poznámky: Sestava: Lisa – Mikula, Broukal, Piták, Fotr (85. Gilián), Pelyak, Barák (77. Kocourek), Vavrouš (46. Holík), Zoubek, Král, Vukadinovič. |                                  |       |                            |                            |  |

| 29. kolo 25. dubna 2016 | 1. FK Příbram                                                                               | 4 - 1 | SK Slavia Praha |                             |  |
| 13:00 SELČ | Miroslav Routek 21' (vl.) Valērijs Šabala 33' (pen) Valērijs Šabala 63' Valērijs Šabala 70' |       | 26' Oskar Fotr  | Diváci: 112 Rozhodčí: Lerch |  |
| Poznámky: Sestava: Řehák – Mikula, Broukal, Fotr, Kocourek, Pelyak (65. Möglich), Routek (80. Zoubek), Vavrouš, Štohanzl, Černý, Vukadinović (73. Badocha). |                                                                                             |       |                 |                             |  |

| 30. kolo 1. května 2016 | SK Slavia Praha                                                    | 4 - 0 | FK Teplice |                           |  |
| 10:15 SELČ | Jan Štohanzl 3' David Broukal 22' Oskar Fotr 40' Patrik Gilián 67' |       |            | Diváci: 99 Rozhodčí: Orel |  |
| Poznámky: Sestava: Řehák – Broukal, Fotr, Kocourek (82. Písačka), Pelyak (78. Melíšek), Routek, Vavrouš, Štohanzl, Möglich, Zoubek (63. Gilián), Twardzik. |                                                                    |       |            |                           |  |

| 31. kolo 8. května 2016 | FK Dukla Praha   | 1 - 1 | SK Slavia Praha |                               |  |
| 10:15 SELČ | Lukáš Slávik 86' |       | 16' Oskar Fotr  | Diváci: 40 Rozhodčí: Adámková |  |
| Poznámky: Sestava: Řehák – Schulz (78. Písačka), Broukal, Fotr (76. Lauricella M.), Kocourek, Routek, Vavrouš, Štohanzl, Möglich, Twardzik, Vejvar (46. Lauricella A.). |                  |       |                 |                               |  |

| 32. kolo 15. května 2016 | SK Slavia Praha                | 2 - 4 | FC Hradec Králové                                                  |                            |  |
| 10:15 SELČ | Oskar Fotr 9' Jan Štohanzl 71' |       | 15' Jan Javůrek 45' Pavel Drozd 67' Lukáš Kraják 70' Roman Dědeček | Diváci: 50 Rozhodčí: Berka |  |
| Poznámky: Sestava: Přibyl – Schulz, Broukal, Zajac, Routek (46. Pardubský), Möglich, Štohanzl, Vavrouš, Vávra, Koucourek, Fotr. |                                |       |                                                                    |                            |  |

| 33. kolo 22. května 2016 | FK Fotbal Třinec | 4 - 0 | SK Slavia Praha                                                           |                              |  |
| 13:00 SELČ |                  |       | 9' Sylvanus Nimely 61' Oliver Augustini 64' Pavel Hloch 82' Martin Samiec | Diváci: 23 Rozhodčí: Julínek |  |
| Poznámky: Sestava: Přibyl (76. Danko) – Schulz (64. Heřman), Broukal, Möglich, Žárský – Vavrouš, Kocourek – Štohanzl, Vávra (69. Písačka), Krejdl (46. Pek) – Fotr. |                  |       |                                                                           |                              |  |

| 34. kolo 19. května 2016 | SK Slavia Praha | 0 - 1 | FK Jablonec    |                                |  |
| 11:00 SELČ |                 |       | 14' Jiří Žemba | Diváci: 150 Rozhodčí: Kocourek |  |
| Poznámky: Sestava: Toman – Schulz (46. Pardubský), Broukal, Fotr (76. M. Lauricella), Kocourek, Vávra (69. Havlina), Vavrouš, Štohanzl, Písačka (46. Žárský), Möglich, Heřman (46. A. Lauricella). |                 |       |                |                                |  |